# Zhou Min
Zhou Min, född 16 december 1997, är en kinesisk simmare.
Min tävlade för Kina vid olympiska sommarspelen 2016 i Rio de Janeiro, där hon blev utslagen i försöksheatet på 200 och 400 meter medley.